# Roberto Ercilla Abaitua
Roberto Ercilla Abaitua (Vitoria, Álava, 1950-Madrid, 10 de marzo de 2024) fue un arquitecto español.

## Biografía
En 1976 obtuvo el título de arquitecto, en la especialidad de Construcción, en la Escuela Técnica Superior de Arquitectura de Barcelona. Abrió su estudio en Vitoria en 1978, y comenzó a trabajar con el arquitecto Miguel Ángel Campo Díaz. El grupo de arquitectos Ercilla-Campo trabajó en Vitoria y consiguió varios premios por sus proyectos.
En los años ochenta y noventa fue un arquitecto clave en el devenir de la arquitectura en Euskadi. En esos años, en los que la arquitectura vasca aparecía alineada con un neoclasicismo retórico, Ercilla asumió la decisión de desarrollar una arquitectura en clave moderna, acompañado por su socio Campo Díaz, —fallecido tempranamente—. Una arquitectura que, sabiendo reconocer la realidad de su tiempo, se nutrió de una atenta mirada a la realidad física y cultural de su entorno, demostrando que la cultura arquitectónica vasca podía, sin perder su identidad, dialogar con otra maneras de pensar más abiertas.
Desde 1996 y durante más de veinte años, Roberto impartió Trabajos Fin de Carrera en la Escuela Técnica Superior de Arquitectura de la Universidad de Navarra. Participó en varios congresos y jornadas de arquitectura, y fue miembro del jurado en concursos de arquitectura. Trabajó en revistas como El Croquis, Diseño Interior, Arquitectura Viva, Nuevo estilo, Casa Marie Claire y Casa Vogue, así como en los cincuenta años de Arquitectura en Euskadi. En Vitoria realizó varios proyectos: la casa social en Lakua, la reforma del palacio Goiuri, el Centro Cívico Montehermoso, el Centro de Arte Krea, la Fundación Sancho el Sabio o la sede de Hacienda.Y también dejó su impronta en otras partes de España como: Ibiza, Extremadura y Andalucía.